# Santa Marta (Òlt i Garona)
Santa Marta (en francès Sainte-Marthe) és un municipi francès situat al departament d'Òlt i Garona i a la regió de la Nova Aquitània.

## Demografia
| 1962                                       | 1968 | 1975 | 1982 | 1990 | 1999 | 2007 |
| ------------------------------------------ | ---- | ---- | ---- | ---- | ---- | ---- |
| 335                                        | 364  | 302  | 306  | 381  | 383  | 471  |
| Des de 1962: població sense dobles comptes |      |      |      |      |      |      |

## Administració
| Període   | Identitat                     | Partit |
| --------- | ----------------------------- | ------ |
| 1904-1942 | Joseph Edgard Seré de Lanauze |        |
| 1942-1979 | Marie Joseph Seré de Lanauze  |        |
| 1979-1989 | Élie Chaulet                  |        |
| 1989-     | Michel Sauvage                |        |